# Martin Kečkeš
Martin Kečkeš (* 7. března 1994 Banská Bystrica) je bývalý slovenský hokejový obránce a mládežnický reprezentant.
Je odchovancem MHK Dubnica nad Váhom, sezóny 2011/2012 a 2012/2013 strávil ve švédské juniorské soutěži, v ročníku 2012/2013 nastoupil v několika utkáních třetí nejvyšší švédské ligy a v roce 2013 hrál zámořskou juniorskou NAHL. Účastnil se Mistrovství světa juniorů v ledním hokeji 2014, ročníky 2013/2014 a 2014/2015 odehrál v juniorské Mládežnické hokejové lize za tým HC Energie Karlovy Vary. V sezóně 2014/2015 nastoupil navíc k 12 utkáním za tým HC Baník Sokolov v 2. české hokejové lize. Před sezónou 2015/2016 odešel na zkoušku do prvoligového AZ Havířov, po několika přípravných utkáních v srpnu tým opustil, načež byl krátce v širším kádru prvoligového Šumperku. Od října 2015 do konce sezóny hrál v Polské hokejové lize za Zagłębie Sosnowiec. Poslední zápasy kariéry odehrál v ročníku 2016/2017 za Boro/Vetlanda HC ve čtvrté švédské lize.